# Luigi Marchisio
Pour les articles homonymes, voir Marchisio.
Luigi Marchisio, né le 26 avril 1909 à Castelnuovo Don Bosco, dans la province d'Asti, au Piémont et mort le 3 juillet 1992 dans la même ville, est un coureur cycliste italien. Professionnel de 1929 à 1936, il a notamment remporté le Tour d'Italie 1930. Âgé de 21 ans, il était à l'époque le plus jeune vainqueur du Giro. Ce record a été battu par Fausto Coppi en 1940.

## Palmarès

### Palmarès année par année
- 1927
  - 3e de la Coppa Remmert
- 1928
  -  Champion d'Italie des indépendants
  - Giro del Sestriere
  - Piccolo Giro di Lombardia
  - 2e du Circuito del Medio Po
- 1930
  - Coppa Val Maira
  - Tour d'Italie :
    - Classement général
    - 3e et 4e étapes

  - Tour de la province de Reggio de Calabre
  - 3e du Tour de Toscane
  - 6e de Milan-San Remo
- 1931
  - 3e du Tour d'Italie
  - 4e du Tour de Lombardie
- 1932
  - Barcelone-Madrid :
    - Classement général
    - 4e étape

  - Coppa Arpinati

### Résultats sur les grands tours

#### Tour d'Italie
5 participations
- 1930 : Vainqueur du classement général et des 3e et 4e étapes, leader pendant 13 jours
- 1931 : 3e,  maillot rose pendant 3 jours
- 1932 : abandon (2e étape)
- 1933 : abandon (8e étape)
- 1935 : abandon (10e étape)

#### Tour de France
1 participation
- 1932 : 26e